# Les Demoiselles Harvey
Pour plus de détails, voir Fiche technique et Distribution.

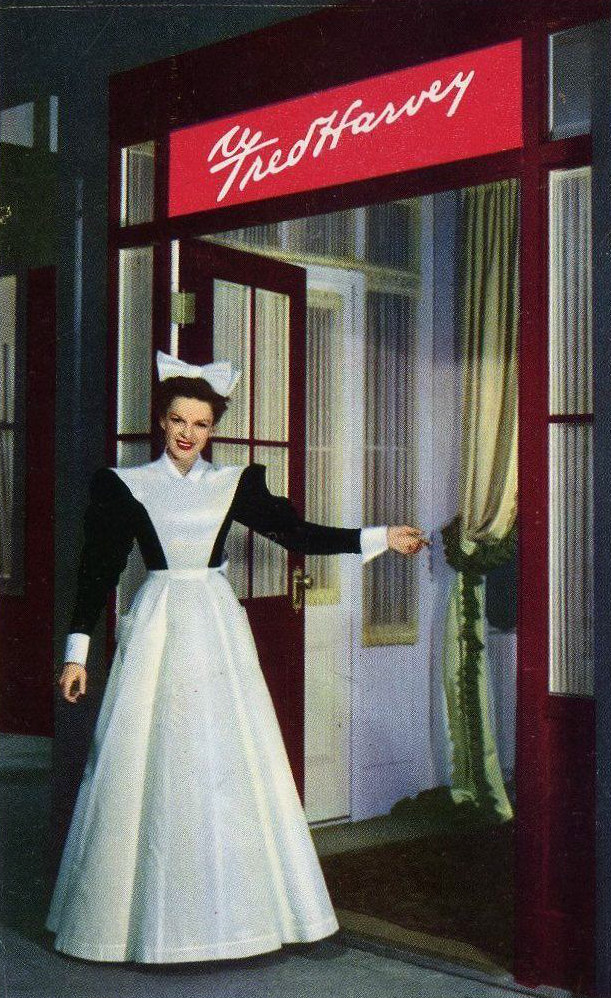
Judy Garland dans le film.

Les Demoiselles Harvey (The Harvey Girls) est un film musical américain de George Sidney, sorti en 1946.

## Synopsis
Dans les années 1890, un groupe de « Harvey Girls » — nouvelles serveuses de la chaîne pionnière de restaurants « Harvey House » de Fred Harvey — voyage sur la ligne de chemin de fer Atchison, Topeka et Santa Fe jusqu'à la ville occidentale de Sandrock, en Arizona.
Pendant le voyage, elles rencontrent Susan Bradley, qui se rend dans la même ville pour épouser l'homme dont elle a reçu de belles lettres lorsqu'elle a répondu à une annonce « des cœurs solitaires ». Malheureusement, quand elle arrive, l'homme se révèle être un vieux cow-boy excentrique qui ne répond pas du tout à ses attentes — et qui ne veut également pas se marier, autant qu'elle veut ne pas l'épouser, de sorte que, quand ils expriment leurs défauts personnels non mentionnées dans leurs lettres, ils parviennent rapidement à un accord mutuel pour annuler leur mariage.
Quand elle apprend que quelqu'un d'autre, le propriétaire du saloon local, Ned Trent, a écrit les lettres du cow-boy comme une blague, Susan confronte celui-ci et le gronde, puis rejoint les Harvey Girls. Susan devient bientôt leur chef de file dans la lutte contre les tentatives de l'associé d'affaires de Trent, le juge Sam Purvis, de les effrayer afin de maintenir les affaires prospères du grand saloon en ville.

## Fiche technique
- Titre : Les Demoiselles Harvey
- Titre original : The Harvey Girls
- Réalisation : George Sidney
- Scénario : Edmund Beloin, Nathaniel Curtis, Harry Crane, James O'Hanlon et Samson Raphaelson d'après le roman de Samuel Hopkins Adams et une histoire de Eleanore Griffin et William Rankin
- Production : Arthur Freed et Roger Edens (producteur associé)
- Société de production et de distribution : MGM
- Directeur musical : Lennie Hayton
- Musique et chansons : Johnny Mercer, Harry Warren, Lennie Hayton (non crédité) et Conrad Salinger (non crédité)
- Chorégraphie : Robert Alton
- Arrangement vocal : Kay Thompson
- Directeur de la photographie : George J. Folsey
- Montage : Albert Akst
- Direction artistique : Cedric Gibbons et William Ferrari
- Décorateur de plateau : Edwin B. Willis
- Costumes : Helen Rose, Valles et Irene
- Pays d'origine : États-Unis
- Langue : Anglais
- Genre : Western musical
- Format : Couleurs (Technicolor)
- Durée : 102 minutes
- Dates de sortie : 
  - États-Unis 18 janvier 1946
  - France 24 octobre 1947

## Distribution
- Judy Garland : Susan Bradley
- John Hodiak : Ned Trent
- Ray Bolger : Chris Maule
- Angela Lansbury : Em
- Preston Foster : Juge Sam Purvis
- Virginia O'Brien : Alma
- Kenny Baker : Terry O'Halloran
- Marjorie Main : Sonora Cassidy
- Chill Wills : H.H. Hartsey
- Selena Royle : Miss Bliss
- Cyd Charisse : Deborah
- Ruth Brady : Ethel

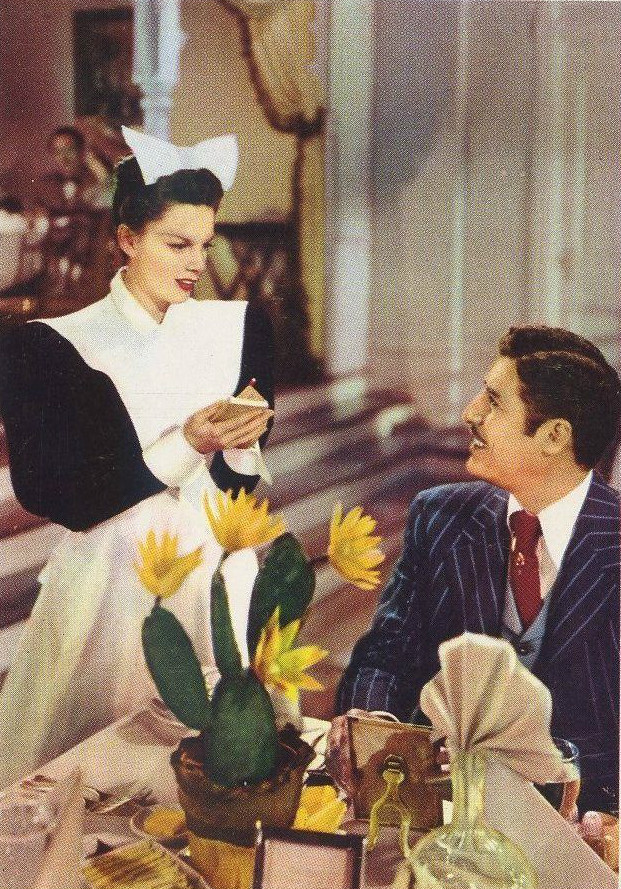
Judy Garland et John Hodiak dans le film.

- Horace McNally : « Goldust » McClean
- Jack Lambert : Marty Peters
- Edward Earle : Jed Adams
- Hazel Brooks

Acteurs non crédités
- Frank Austin : un rancher
- Catherine McLeod : Louise
- Jacqueline White : une demoiselle Harvey

## Critique
- Ray Bolger, du Time écrivit à propos du film : « Une comédie musicale aux couleurs multicolores célébrant l'arrivée de la chasteté, de l'argenterie propre et des nappes bien repassées chez les pionniers de l'Ouest. Les détenteurs de cette culture, selon les preuves présentées ici, étaient des serveuses... »[réf. souhaitée]